# Триумфальная арка Оранжа
Триумфальная арка Оранжа (фр. Arc de triomphe d'Orange) — триумфальная арка, расположенная в городе Оранж на юго-востоке Франции.
Ведутся споры о том, когда была построена арка, но многие исследователи сходятся во мнении, что это произошло во время правления императора Августа (27 год до н. э. — 14 год н. э.). Арка сооружена из больших блоков известняка без строительного раствора на Агриппиевой дороге в честь ветеранов Галльских войн и II Августова легиона. Сооружение имеет три арочных проёма — большой центральный и два фланговых меньших размеров, и является, возможно, самой ранней трехпролетной аркой, композиционная схема которой впоследствии использовалась в триумфальной арке Септимия Севера и триумфальной арке Константина. Арка украшена четырьмя полузакрытыми коринфскими колоннами, многочисленными барельефами и горельефами, увековечивающими достижения римского мира. Позже арка была реконструирована императором Тиберием в честь победы Германика над германскими племенами в Рейнской области. Вся конструкция имеет длину 19,57 метра, ширину 8,40 метра и высоту 19,21 метра.
В средние века арка была встроена в городскую стену для защиты северного въезда в город. В конце 1820-х годов изучением и реставрацией арки занимался архитектор Огюст Каристи. В 1840 году арка была внесена в список исторических памятников Франции, а в 1981 году, наряду с римским театром в Оранже, включена в Список всемирного наследия ЮНЕСКО.